# Hans Jacobs
Hans Jacobs (30 aprile 1907 – 24 ottobre 1994) è stato un ingegnere tedesco pioniere e progettista di alianti.
Negli anni precedenti alla guerra fu a capo del Deutsche Forschungsanstalt für Segelflug, a Darmstadt e responsabile dello sviluppo di numerosi progetti molto interessanti tra i quali ricordiamo il DFS Habicht, il DFS Kranich, il DFS Rhönsperber ed il DFS 230.
Quando nel 1951 terminò il divieto imposto alla Germania sulla produzione e detenzione di aerei, Jacobs produsse e immise sul mercato una versione migliorata del Kranich (Kranich III).
Sviluppò i deflettori sui velivoli.

## Scritti
- (DE)  Leistungs-Segelflugmodell. Anleitung zum Bau eines freifliegenden Modellflugzeugs nach Art der modernen Hochleistungssegler. Vorwort Alexander Lippisch. Maier, Ravensburg 1930.
- (DE)  Hochleistungs-Motormodell und Entenmodell. Anleitung zum Bau freifliegender Modelle mit Gummimotorantrieb.  Maier, Ravensburg 1930.
- (DE)  Schwanzlose Segelflugmodelle und Raketenflugmodelle. Bauanleitung für leicht und schnell zu bauende Modelle in verschiedener Grösse. Maier, Ravensburg 1932.
- (DE)  Segelflugzeug. Anleitung zum Selbstbau. Maier, Ravensburg 1932.
- (DE)  con Herbert Lück: Werkstatt-Praxis für den Bau von Gleit- und Segelflugzeugen. Maier, Ravensburg 1932. 7. Auflage 1955. Unveränderter Nachdruck: Schäfer, Hannover 1989, ISBN 3-88746-220-3.